# Лоза
Лоза́ — название тонкой и длинной разновидности стебля (травянистого или одревесневшего), характерного главным образом для растений рода Виноград (Vitis), а также для некоторых других (в частности, некоторых видов рода Ива (Salix)); в узком смысле обычно применяется именно в отношении побегов винограда и всего семейства Виноградовые (Vitaceae). Иногда лозой ошибочно называют всё растение винограда.
При помощи особых отростков (усиков) лоза обвивает растения и другие опоры, что позволяет ей осуществить свою основную функцию — поддержку всего растения для осуществления его дальнейшего роста. Она также служит для вегетативного размножения. Обилие мягких тканей обеспечивает лозе гибкость, меньшую уязвимость перед повреждениями и способность быстро восстанавливать побег в случае их появления. Гибкость лозы позволяет также увеличить шансы выживания растения в случае утраты опоры.
Нередко развивающиеся благодаря лозе растения вступают в конкурентные отношения с растением-«опорой» (из-за света и питательных веществ) или способны повредить его.